# C9H7Cl2N5
化学式C9H7Cl2N5（摩尔质量 256.09 g/mol）可能指：
- 拉莫三嗪，CAS号：84057-84-1
- 伊索拉定，CAS号：57381-26-7

|  | 这个同类索引页列出了具有相同分子式的化学物（即同分異構體）条目。 除非您是有意链接至本页，否则应将相应条目的内部链接指向正确的条目。 |